# The Shroud of Rahmon
The Shroud of Rahmon conocido en América Latina y en España como El Sudario de Rahmon. Es el octavo episodio de la segunda temporada de la serie de televisión estadounidense Ángel. Escrito por Jim Kouf y dirigido por David Grossman. El episodio se estrenó originalmente el 21 de noviembre del año 2000 por la WB Network. En este episodio Ángel y Gunn se infiltran en una banda de ladrones para evitar que un sudario demoníaco lavacerebros sea robado de un museo mientras Kate Lockley les pisa los talones.  

## Argumento
Dos detectives interrogan a Wesley quien al parecer está involucrado en un intento de asesinato cometido aparentemente por el vampiro con alma.
Wesley comienza a recordar los eventos ocurridos antes del crimen y las circunstancias por las que quedó en la escena:
Wesley se detiene momentáneamente en el hotel e invita a Cordelia a un evento de las celebridades donde acaba humillándola delante del actor Chow Yun Fat (este último evento solo es narrado por los mismos ante su jefe).  
Mientras en tanto, Gunn y Ángel consultan a Lester el primo de Gunn quien quiere safarse de participar en un robo en el que se está involucrado Jay-Don, un vampiro con una reputación muy peligrosa. Como medida de seguridad Ángel le ordena a su nuevo empleado no involucrarse. Al regresar al hotel, Ángel se encuentra con Kate quien trata de averiguar todo lo que sabe de Darla y a pesar de la cruz que trae, Ángel se la arrebata y le advierte de no seguir interviniendo entre los dos. 
En la estación de autobuses, Ángel mata a Jay-Don y toma su lugar en el robo donde acaba reuniéndose con el resto de la pandilla: dos demonios llamados Menlow y Vyasa, y un guardia de seguridad de nombre Bob. Cuando todos se reúnen esperando a Lester, aparece Gunn haciéndose pasar por su primo. Ángel y Gunn no pueden evitar enfadase uno con otro, por estar involucrados en el robo y se ven obligados a fingir que no se conocen.
El equipo del robo comienzan a elaborar su plan revelando que tratan de robar de un museo el sudario de Rahmon, un manto encantado que enloquece a todos los que estén cerca. Cuando Cordelia y Wesley se enteran de lo que el equipo quiere robar, ambos se dirigen al museo para advertirle a su jefe. Mientras en tanto Kate recibe un informe de unos contactos que le comentan que Ángel está involucrado en un robo.   
En el museo el equipo entero está sucumbiendo ante el hechizo del manto. La tensión que existe entre Gunn y Ángel se amplifica más y no pueden evitar pelearse por la muerte de Alona. Mientras que Wesley y Cordelia comienzan a enloquecer también al llegar. Al museo también llega Kate sola y trata de detener el robo, pero Ángel totalmente enloquecido le bebe toda su sangre. Antes de marcharse del museo, Vylasa mata al guardia Bob con tal de hacer de su ataque más "realista".  
En el escondite del equipo de robo, todos tratan de apoderarse del manto y pelean a muerte por el. Durante la pelea Vylasa y Menlow se matan entre sí, mientras Ángel usa la poca cordura que le queda para destruir el manto para siempre.
Unas horas después Wesley es encontrado en la escena y los detectives deciden arrestarlo por el ataque a Kate y por el asesinato de Bob. No obstante a la estación llega Kate y ordena que liberen al inglés. Mientras regresa a su oficina, Kate recuerda como Ángel fingió matarla para evitar que la maten. En su habitación del hyperion Ángel recuerda que tuvo que hacer grandes esfuerzos para evitar no beber la sangre de Kate.

## Elenco
- David Boreanaz como Ángel.
- Charisma Carpenter como Cordelia Chase.
- Alexis Denisof como Wesley Wyndam Pryce.
- J. Agust Richards como Charles Gunn.

## Continuidad
- Este episodio se puede ver a Angel interesarse de nuevo en la sangre.
- Ángel le explica a Gunn que le puede dar órdenes porque ya trabajan oficialmente juntos desde Untouched.
- Cordelia cambia su peinado a un estilo de cabello más corto, aunque ella menciona que lo hizo hace diez días.

## Recepción
Este episodio fue nominado al "Best Special Makeup Effects in a Series" en la Hollywood Makeup Artist y Hair Stylist Guild Awards.